# Popeluchy (rejon tulczyński)
Popeluchy (ukr. Попелюхи) – osiedle na Ukrainie, w obwodzie winnickim, w rejonie tulczyńskim, w hromadzie Piszczanka. W 2001 roku liczyło 468 mieszkańców.
Znajduje tu się stacja kolejowa Popeluchy, położona na linii Żmerynka – Odessa.

## Historia
W XIX wieku miejscowość znajdowała się w ujeździe olgopolskim w guberni podolskiej i była własnością rodziny Brzozowskich (m.in. należała do Zenona Brzozowskiego), która posiadała tutaj dwór.
Znajdował się tu murowany, piętrowy dwór wybudowany w latach 1879–1880, w stylu klasycystycznym przez Jana Tadeusza Brzozowskiego. Od frontu portyk z sześcioma kolumnami podtrzymującymi trójkątny fronton.

## Linki zewnętrzne

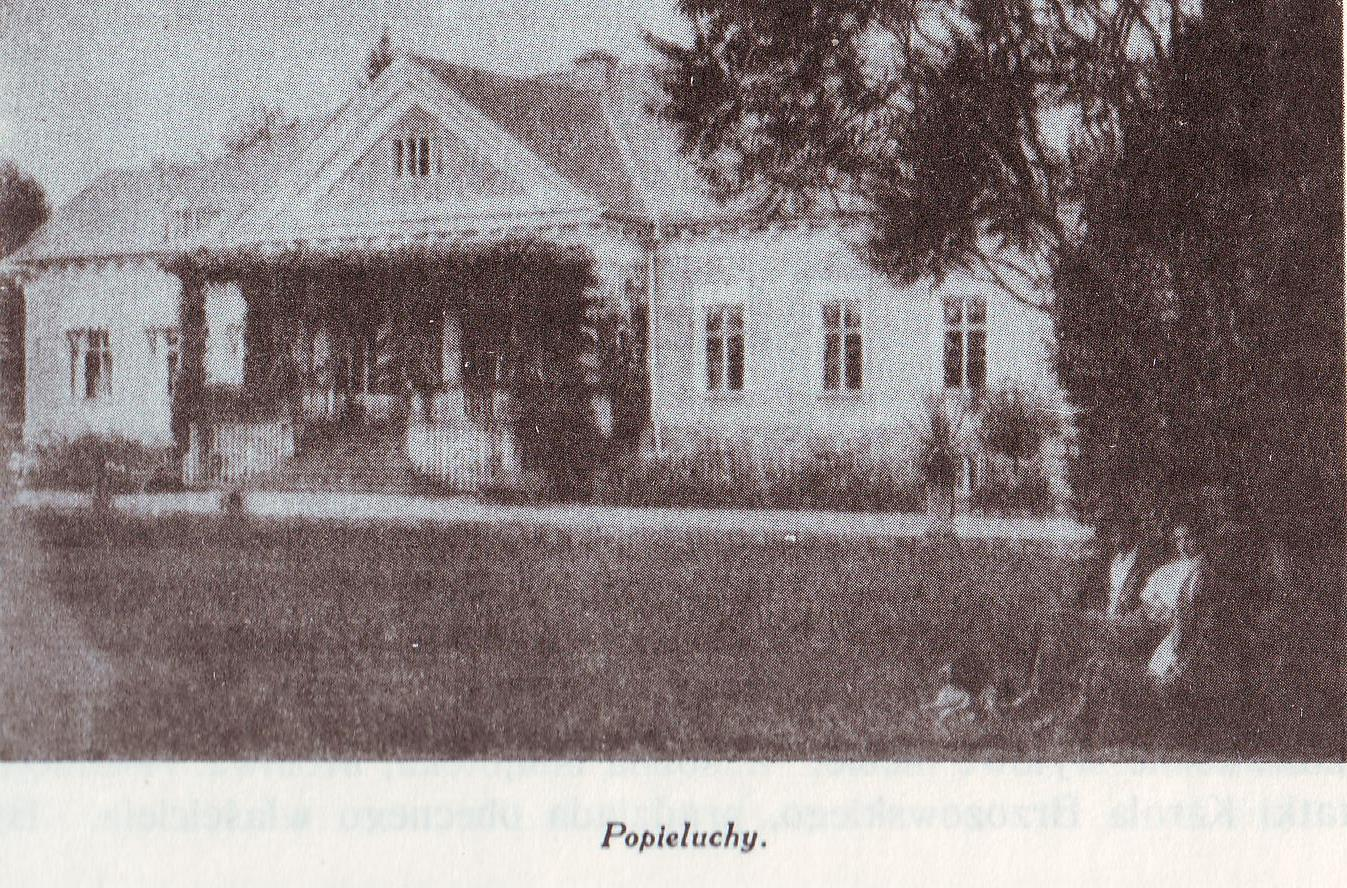
Dwór Jana T. Brzozowskiego